# Фиакр (святой)
Фиакр (ирл. Fiáchra; Fiachrach; фр. Fiacre, лат. Fiacrius; Fiacrus; ок. 600—670 годов) — ирландский отшельник VII века, основатель французского аббатства (abbaye de Saint-Fiacre) в городе Мо. Святой, покровитель садовников и извозчиков, память празднуется 30 августа.

## Жизнеописание
Происходил из знатной ирландской фамилии. Покинув Ирландию, Фиакр попросил у епископа французского города Mo (Meaux), св. Фарона, кусок земли в лесу. Фарон согласился из уважения к св. Колумбану, соотечественнику Фиакра. На данной ему земле Фиакр построил монастырь, впоследствии аббатство его имени, и странноприимный дом.

#### Легенда о создании монастыря
Согласно легенде, Фиакр попросил у Фарона столько земли, сколько может охватить борозда, вырытая им за один день одними руками. Когда Фарон согласился, Фиакр выбрал себе место и затем пошёл, влача за собой свой посох. Тут совершилось чудо: земля под посохом разверзлась, и образовалась борозда. Одна женщина, увидев это, побежала к епископу Фарону и обвиняла Фиакра в волшебстве. Тогда Фиакр проклял женщин за их легкомыслие и запретил им являться в его монастырь.
Правило запрета женщинам входить в монастырь строго исполнялось; в 1641 году королева Анна Австрийская, приписывавшая заступничеству Фиакра выздоровление Людовика XIII и рождение будущего Людовика XIV, не посмела войти в монастырь, когда благодарила святого.

#### Чудотворные мощи
С IX века мощам Фиакра стали приписывать чудотворную силу, и к его раке стали стекаться во множестве пилигримы с разными болезнями. Для исцеления считалось достаточным прикоснуться к руке Фиакра.
В XVI веке мощи Фиакра были перевезены в Mo, a впоследствии разделены между несколькими церквами. Моская церковь Св. Фиакра (église Saint-Fiacre) хранит скульптурное надгробие святого, выполненное в XVI веке.

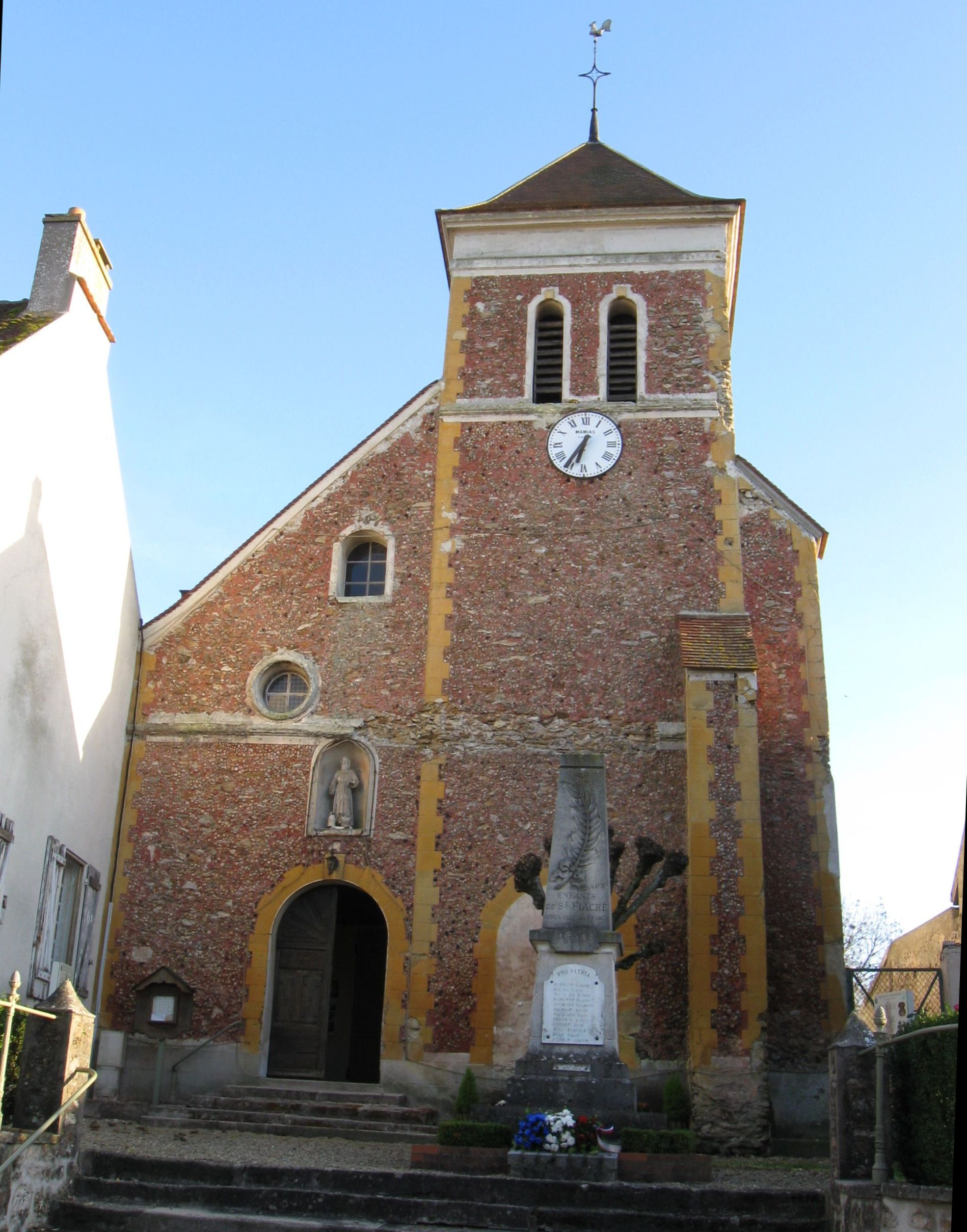
Церковь Св. Фиакра (XVII век) в Мо, главный вход
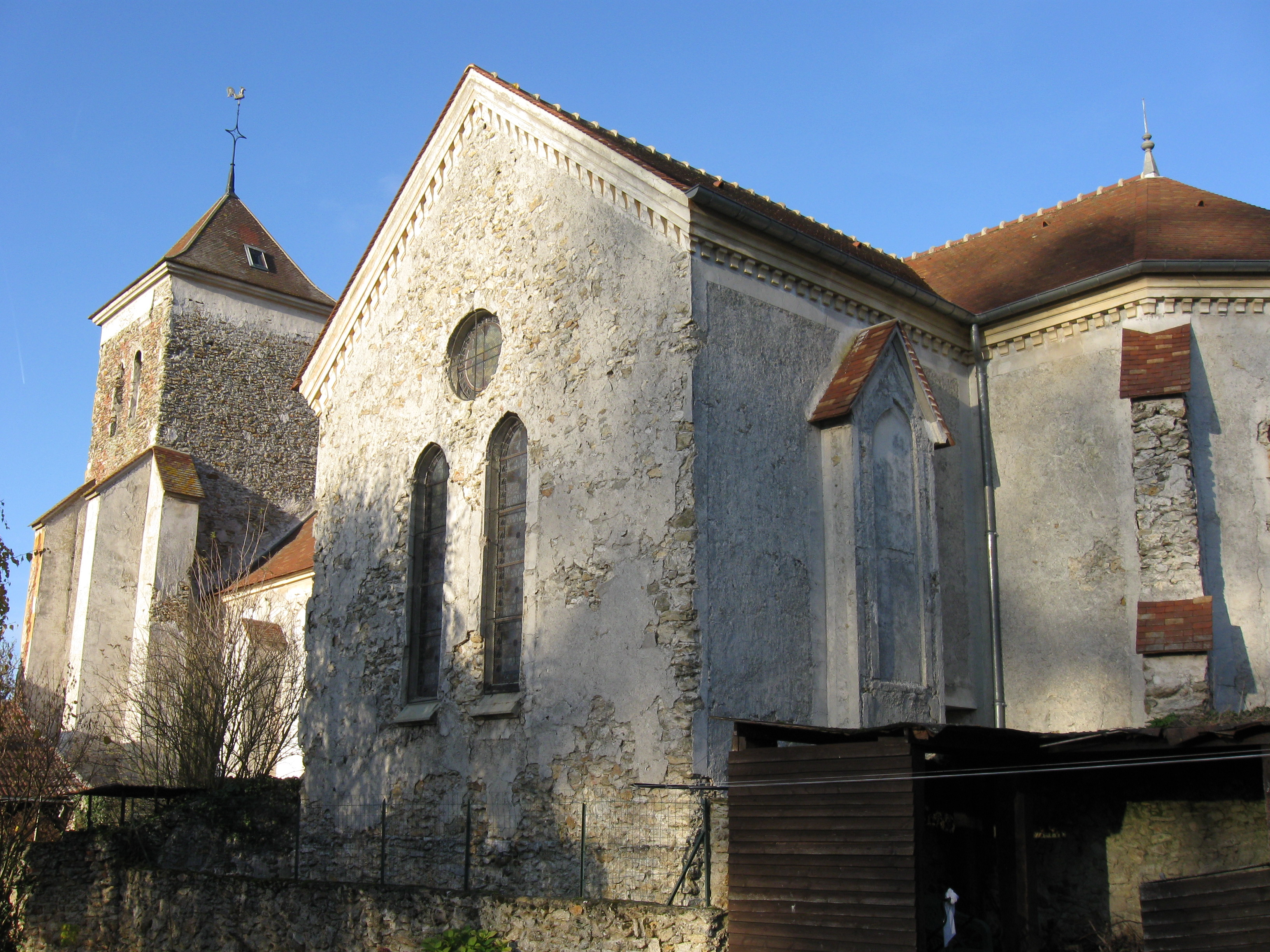
Вид церкви с южной стороны
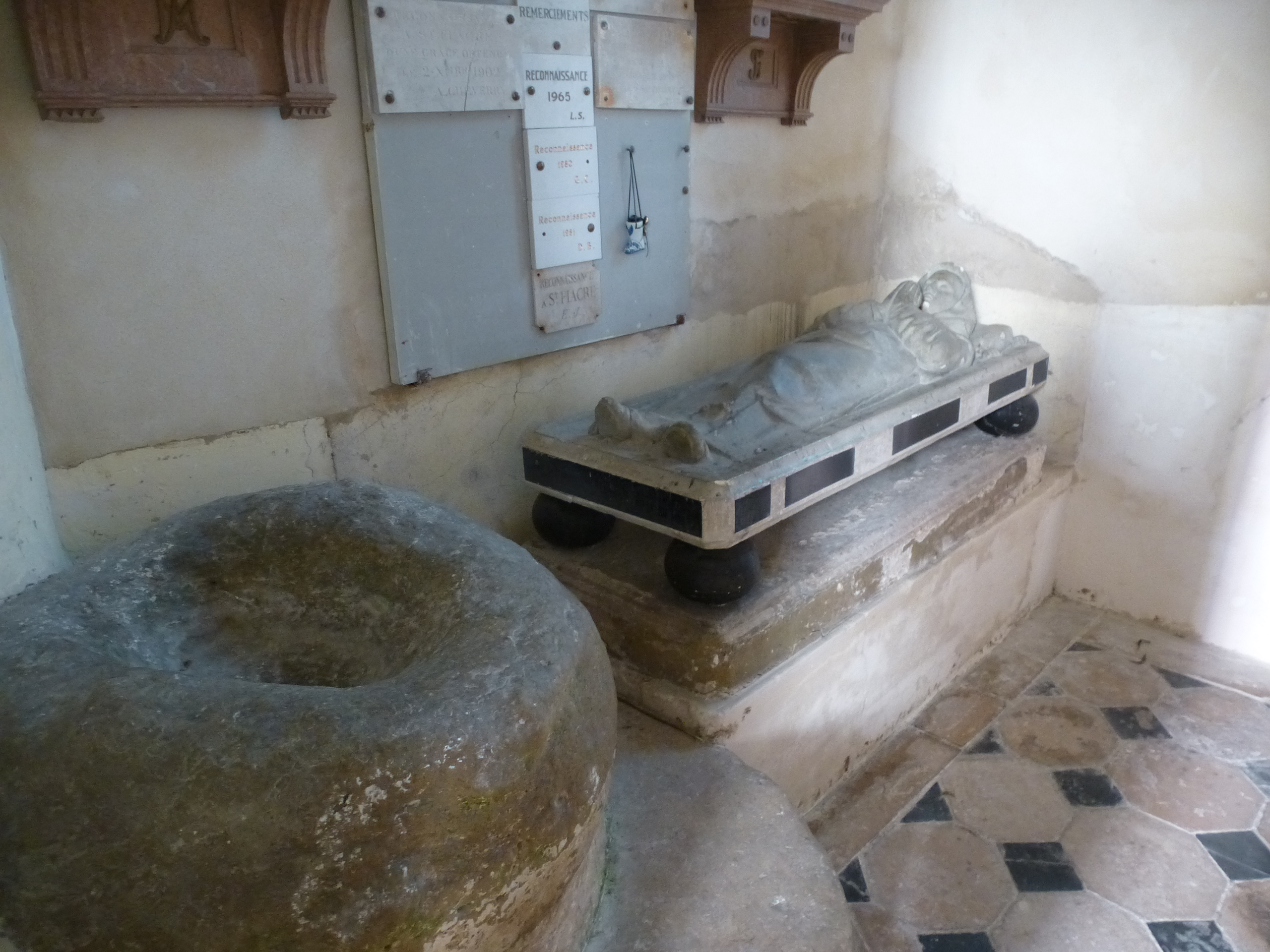
Скульптурное надгробие святого (XVI век)
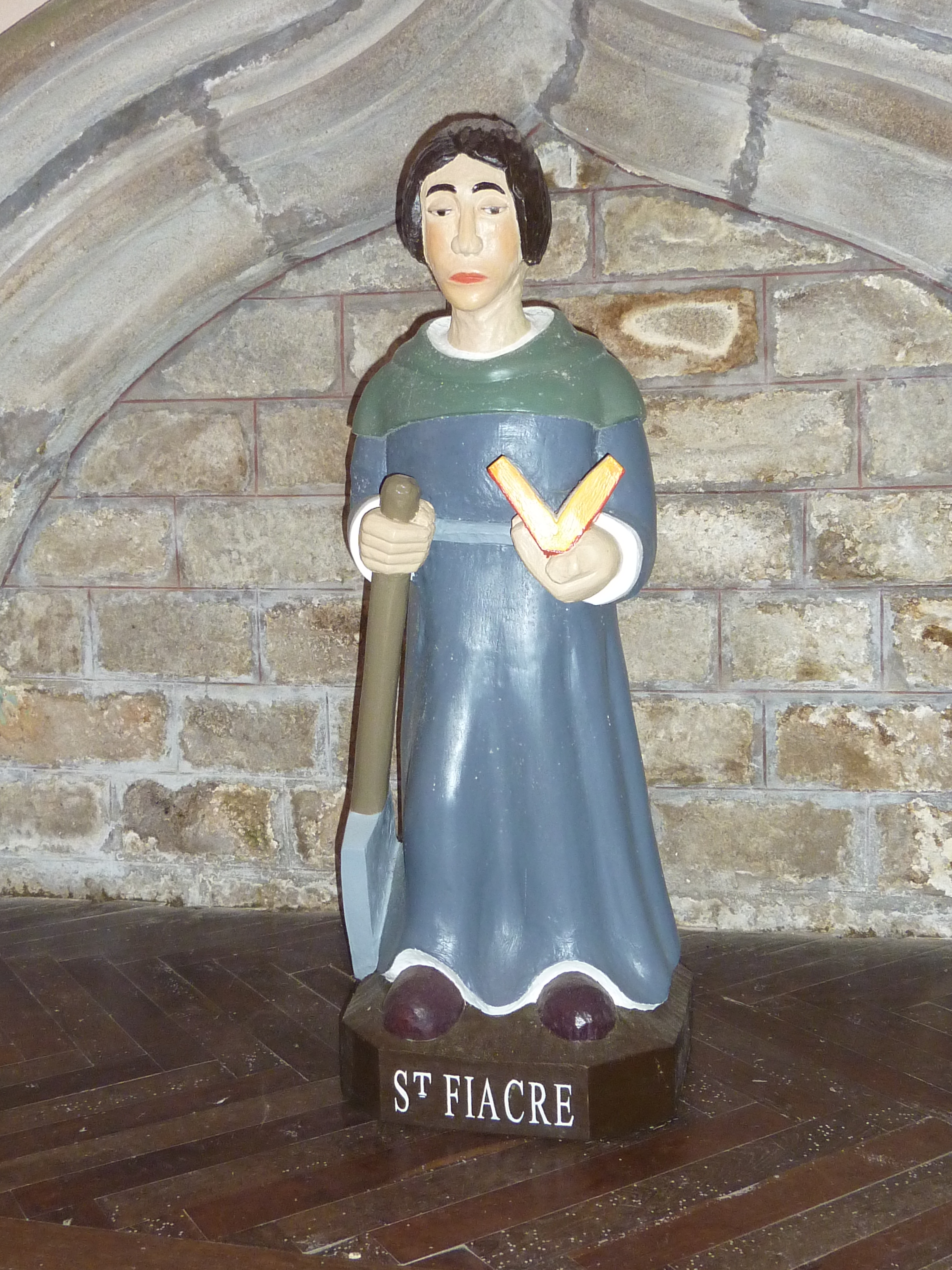
Художественно-символическое изображение святого (Трегром, Бретань)